# Rhantus vermiculatus
Rhantus vermiculatus is een keversoort uit de familie waterroofkevers (Dytiscidae). De wetenschappelijke naam van de soort is voor het eerst geldig gepubliceerd in 1860 door Motschulsky.